# Dorfkirche Cammin

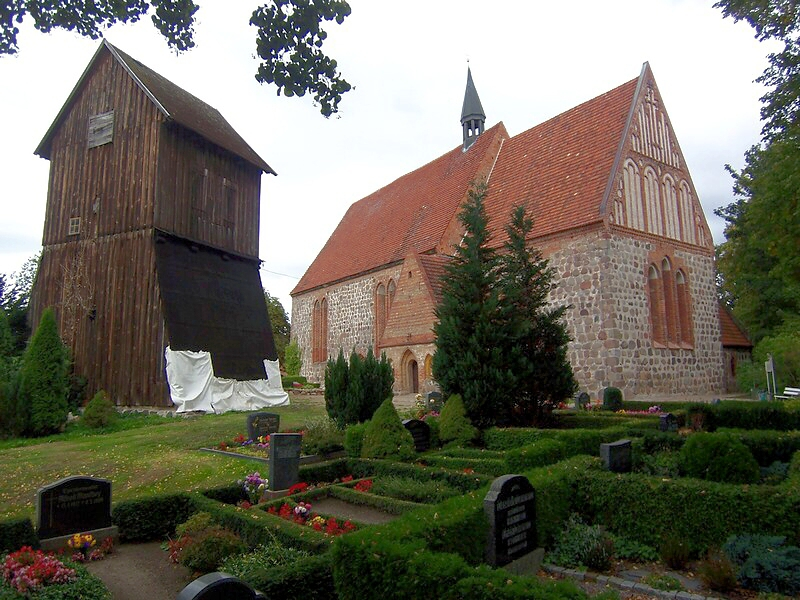
Dorfkirche Cammin mit Glockenturm (2008)

Die Dorfkirche Cammin ist eine Kirche der Evangelisch-Lutherischen Kirchengemeinde Cammin/Petschow in der Gemeinde Cammin im Landkreis Rostock. Die Kirchengemeinde gehört zur Propstei Rostock im Kirchenkreis Mecklenburg der Evangelisch-Lutherischen Kirche in Norddeutschland (Nordkirche).

## Geschichte
1226 wurde das Dorf Cammin erstmals in einer Urkunde erwähnt. Anlass war die Schenkung von vier Hufen an das Kollegiatstift Güstrow durch Heinrich Borwin III. Eine Heberolle von 1319 führt auch das Kloster Sonnenkamp als Grundbesitzer in Cammin. Die dem Heiligen Laurentius geweihte Kirche wurde in einem Ablassbrief aus Avignon, der von Papst Innozenz VI. am 20. Dezember 1357 ausgestellt wurde, erstmals urkundlich genannt. Danach soll die Kirche noch nicht lange gestanden haben, denn es wird darin die mangelnde Ausstattung beklagt. Cammin gehörte im Mittelalter zum Archidiakonat Rostock.

## Baubeschreibung

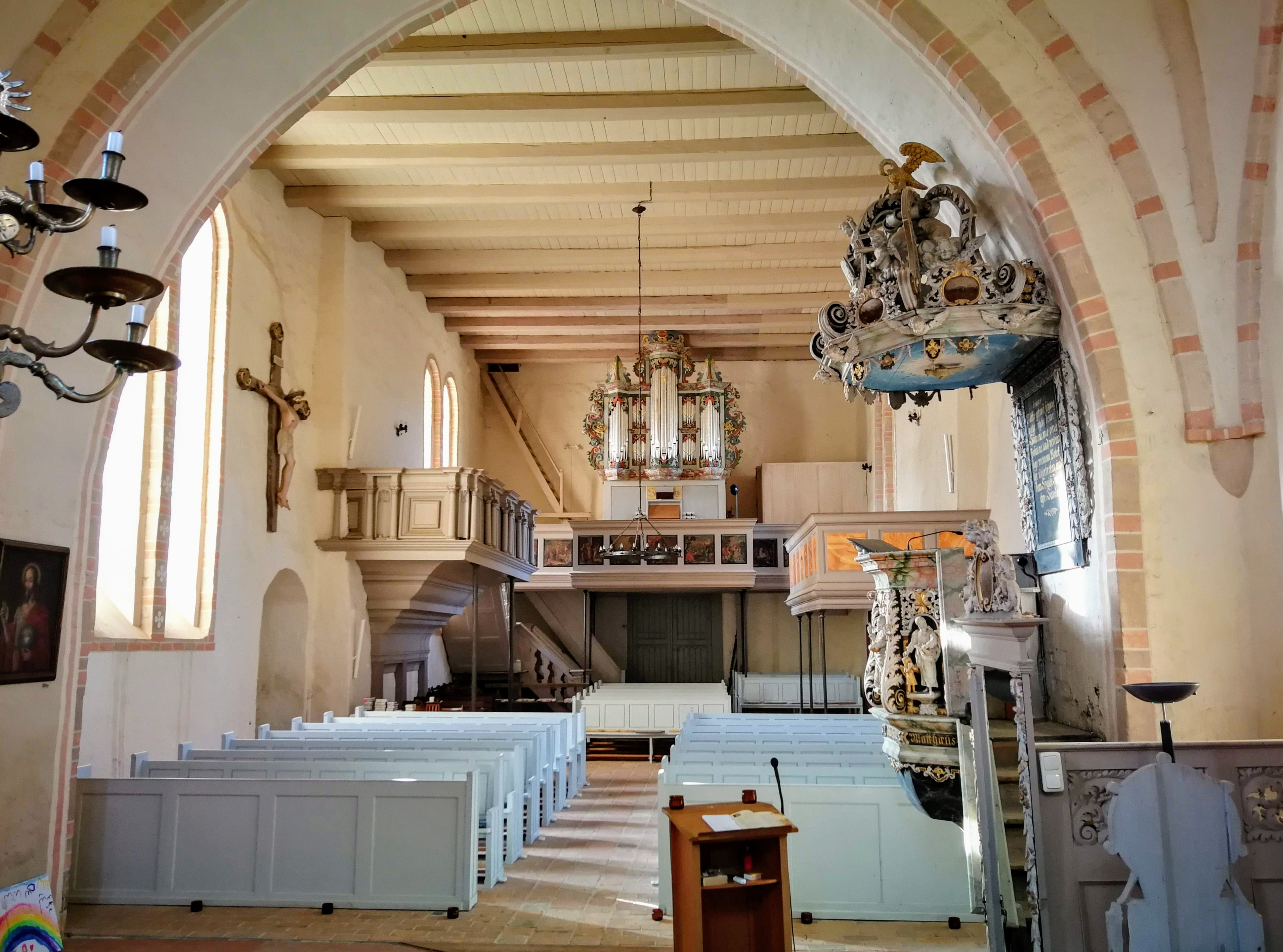
Innenraum (2020)

Die Kirche ist als Rechteckbau aus Feldsteinen, die an den Ecken behauen sind, ausgeführt. Lediglich für Fensterlaibungen, Portale und Giebel wurde Backstein verwendet. Der Ostgiebel ist mit Blendenschmuck und zwei Zahnfriesen versehen. Der Chor schließt im Osten glatt und wird von einem achtteiligen Gewölbe gedeckt. Sein Grundriss ist annähernd quadratisch (12 × 12 Meter). Das Langhaus ist etwas höher und etwa 24 Meter lang und 15 Meter breit. Die Ostwand des Chores wird von drei spitzbogigen Fenstern durchbrochen, im Kirchenschiff befinden sich sowohl auf der Süd- als auch auf der Nordseite jeweils zwei Fensterpaare, die in späterer Zeit nach unten vergrößert wurden. Nördlich ist an den Chor die Sakristei angebaut, südlich eine Vorhalle. Auf dem Dach befindet sich ein Dachreiter mit einer nicht nutzbaren Glocke der Werkstatt des Rickert de Monkehagen. Der Glockenturm steht abseits, südlich vor der Kirche.

## Ausstattung

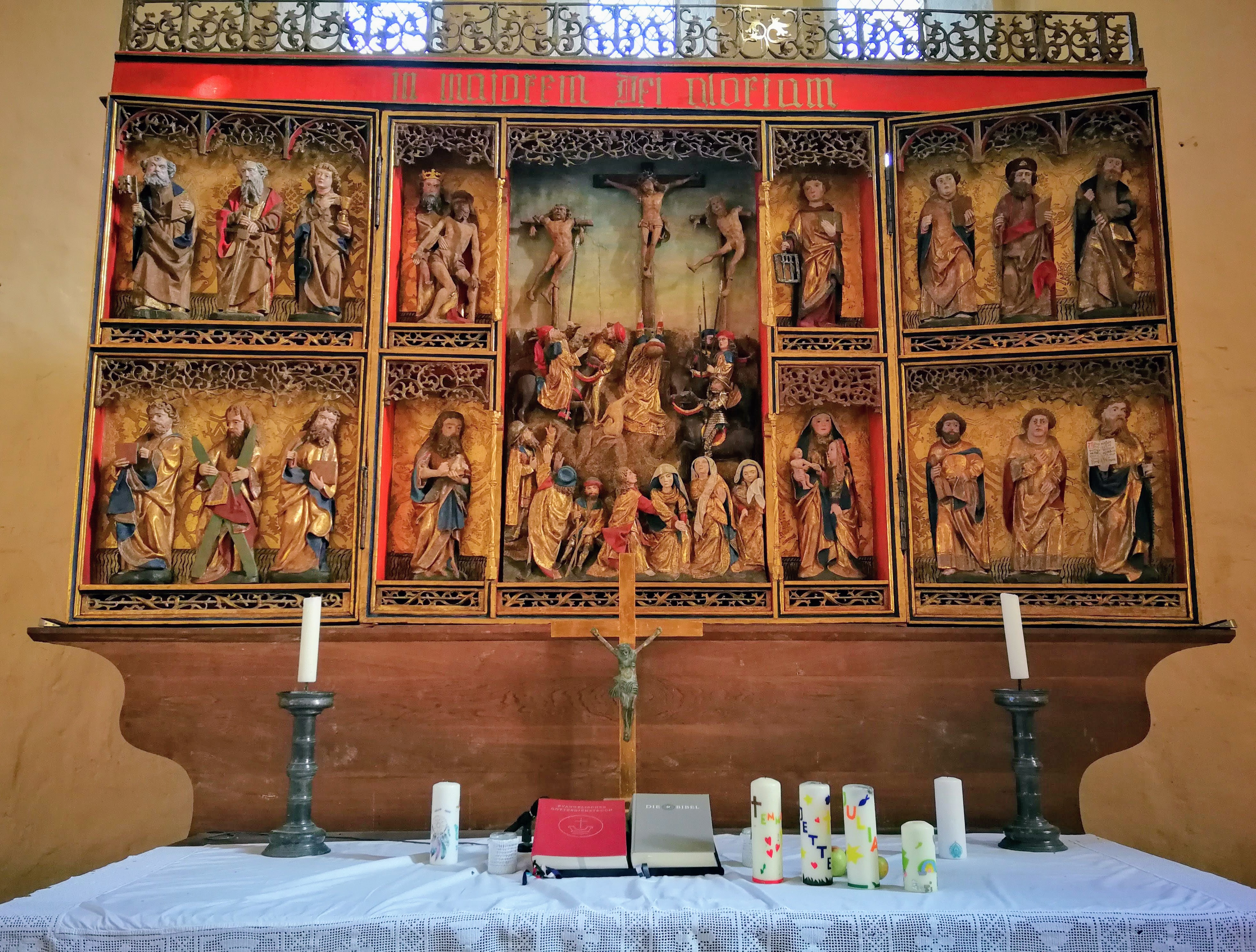
Altar (2020)

Besonderes Ausstattungsstück ist ein gotischer Flügelaltar mit geschnitzten Figuren, der im Mittelteil eine Kreuzigungsszene, oben links die Darstellung der Dreieinigkeit, darunter Johannes der Täufer, rechts oben den Heiligen Laurentius, darunter Anna selbdritt zeigt. In den Flügeln des Altars sind die zwölf Apostel dargestellt.
Die barocke Kanzel stammt aus dem Jahr 1732 und zeigt am Korb die Figuren des Salvator mundi und der vier Evangelisten. Der Schalldeckel wird von einem Pelikan als Symbol für den Opfertod Christi bekrönt. In der Kirche finden sich mehrere Grabsteine der Familie Koss.

### Orgel

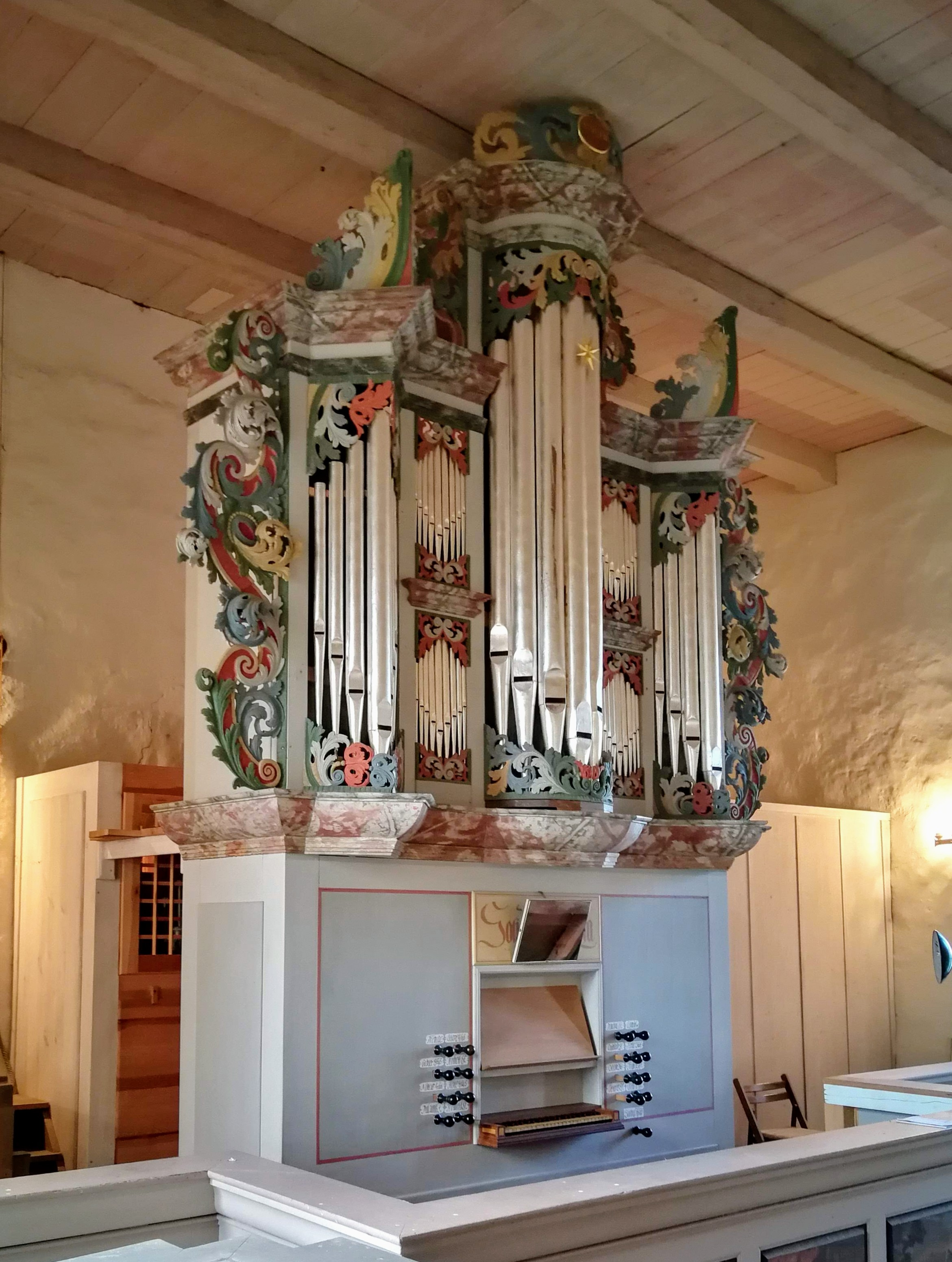
Orgel von H. Hantelmann (2020)

Die Orgel wurde 1722 bis 1724 von Hans Hantelmann auf der Nordempore gebaut. 1853 wurde das Instrument von Friedrich Wilhelm Winzer umdisponiert und auf die Westempore umgesetzt. 1898 wurden weitere Eingriffe durch Carl Börger vorgenommen. 2003 wurde das Instrument umfassend durch den Dresdner Orgelbauer Kristian Wegscheider restauriert. Dabei wurde weitgehend die ursprüngliche Disposition von Hantelmann wiederhergestellt bzw. rekonstruiert; lediglich der Subbass blieb bestehen. Die Orgel hat nun 14 Register auf Manual- und Pedalwerk (Schleifladen). Die Spieltrakturen sind mechanisch.
| Manualwerk CD–c3 |             |       |
| 1.               | Principal   | 8′    |
| 2.               | Gedackt     | 8′    |
| 3.               | Quintadena  | 8′    |
| 4.               | Octav       | 4′    |
| 5.               | Fleute      | 4′    |
| 6.               | Octav       | 2′    |
| 7.               | Tertie II   | 2 ⁄3′ |
| 8.               | Mixtur IV   |       |
| 9.               | Trommet B/D | 8′    |
|                  | Tremulant   |       |
|                  | Cimbelstern |       |

| Pedal CD–d1 |         |     |
| 10.         | Subbass | 16′ |
| 11.         | Octav   | 8′  |
| 12.         | Octav   | 4′  |
| 13.         | Dulcian | 16′ |
| 14.         | Trommet | 8′  |

Anmerkungen
1. ↑  Diskant 2003 rekonstruiert
2. 1 2 3  2003 rekonstruiert
3. ↑  Winzer 1853